# Höchster Berg

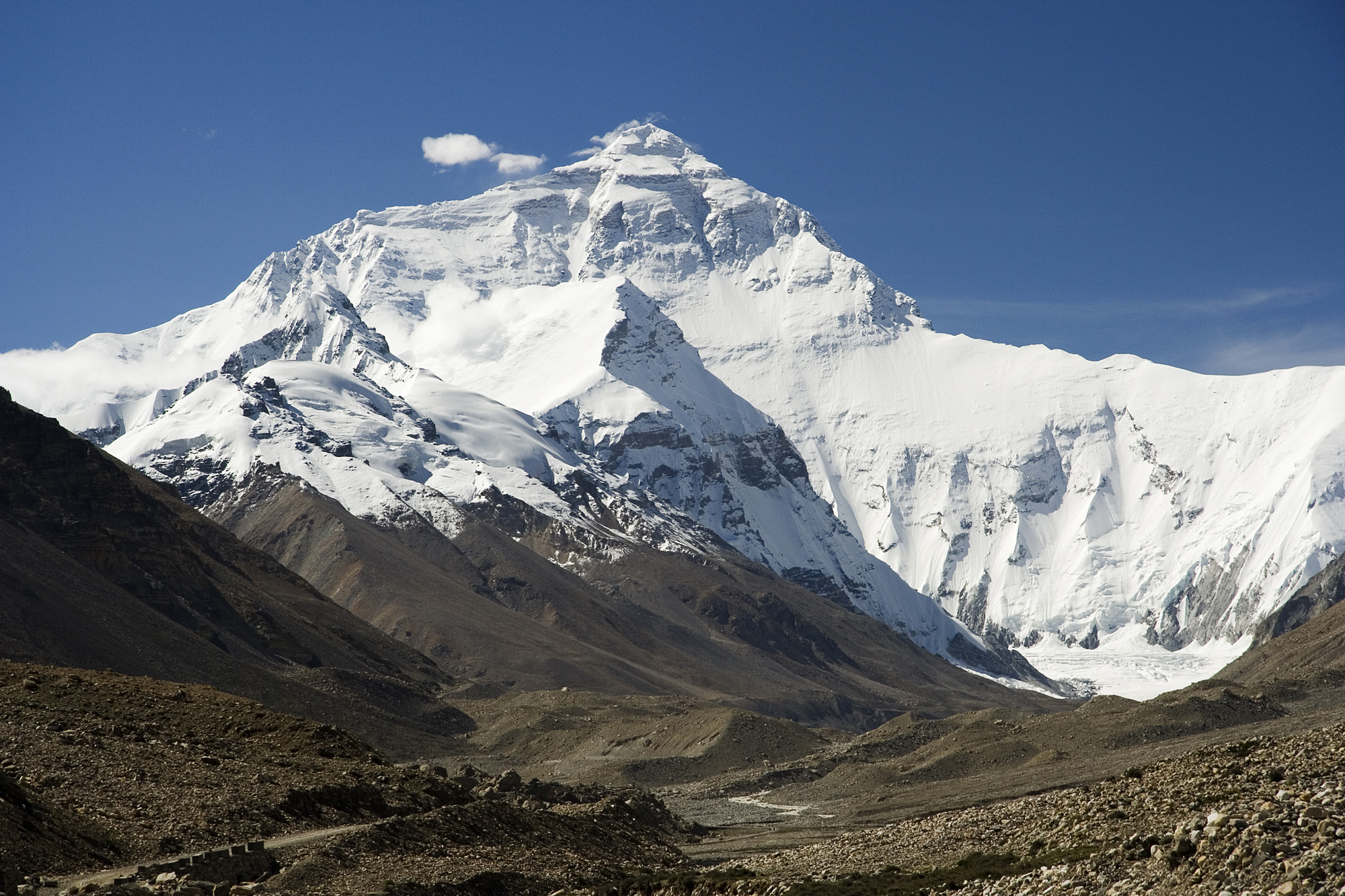
Mount Everest

Für Berge gibt es je nach Betrachtungsweise und Bezugssystem verschiedene Zugänge, einen davon als höchsten Berg zu bezeichnen.

## Höchster Berg der Erde

### Höchster Berg, gemessen von der Meeresoberfläche
Als höchster Berg über dem Meeresspiegel und damit als höchster Berg der Erde schlechthin wird allgemein der Mount Everest (Chomolungma) bezeichnet. Der Gipfel befindet sich gut 8848 m über dem Meeresspiegel und ist damit der höchste Gipfel über dem Meer. Außer dem Mount Everest übertreffen noch 13 andere Berge die 8000-Meter-Marke.
| Pos. | Gipfel                                                        | Höhe   | Gebirge   | Land                       |
| ---- | ------------------------------------------------------------- | ------ | --------- | -------------------------- |
| 1.   | Mount Everest (tibetisch Chomolungma, nepalesisch Sagarmatha) | 8848 m | Himalaya  | Nepal, China (Tibet)       |
| 2.   | K2 (chinesisch Qogir)                                         | 8611 m | Karakorum | Pakistan, China (Xinjiang) |
| 3.   | Kangchendzönga (Kangchenjunga)                                | 8586 m | Himalaya  | Indien (Sikkim), Nepal     |
| 4.   | Lhotse                                                        | 8516 m | Himalaya  | Nepal, China (Tibet)       |
| 5.   | Makalu                                                        | 8485 m | Himalaya  | Nepal, China (Tibet)       |

Die 187 höchsten Berge der Erde liegen in Asien. Der höchste außerasiatische Berg ist der Aconcagua, mit 6961 m der höchste Berg Südamerikas.

### Höchster Berg, gemessen vom Erdmittelpunkt

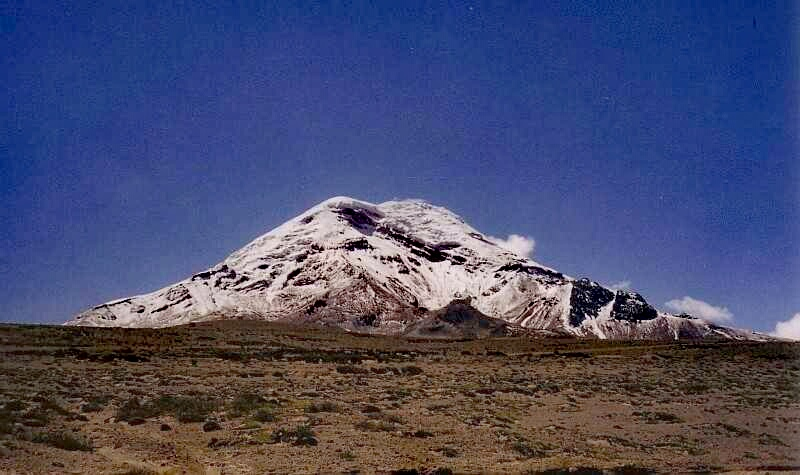
Chimborazo

Nimmt man den Erdmittelpunkt als Bezugspunkt, übertrifft der Chimborazo in Ecuador mit 6384,557 km den Mount Everest (6382,414 km) um mehr als zwei Kilometer und ist der Punkt der geozentrischen Maximaldistanz.
Der Unterschied resultiert daraus, dass sich die Form der Erde (siehe auch: Geoid) aufgrund der Rotation und der sich daraus ergebenden Fliehkraft einem Rotationsellipsoid annähert, dessen Radius an den Polen (6356,752 km) kleiner und am Äquator (6378,137 km) größer ist im Vergleich zum Radius einer idealen Kugel gleichen Volumens. Der Unterschied zwischen dem Erddurchmesser an den Polen und am Äquator beträgt demnach rund 43 km.
Nach dieser Messmethode muss sich der Mount Everest in der Rangliste sogar mit Platz sechs begnügen, da der Himalaya relativ weit nördlich liegt (29° nördl. Breite). So platzieren sich noch weitere Fünf- und Sechstausender in den zentralen südamerikanischen Anden und der Kilimandscharo im afrikanischen Tansania vor den insgesamt 14 Achttausendern im asiatischen Gebirgsmassiv.
| Pos. | Berg             | Höhe über Erdmittelpunkt | Höhe   |
| ---- | ---------------- | ------------------------ | ------ |
| 1.   | Chimborazo       | 6.384.557 m              | 6267 m |
| 2.   | Nevado Huascarán | 6.384.552 m              | 6768 m |
| 3.   | Cotopaxi         | 6.384.190 m              | 5897 m |
| 4.   | Kilimandscharo   | 6.384.134 m              | 5895 m |
| 5.   | Cayambe          | 6.384.094 m              | 5796 m |
| 6.   | Mount Everest    | 6.382.414 m              | 8848 m |

### Höchster Berg, gemessen vom Fuß des Berges (submarin)

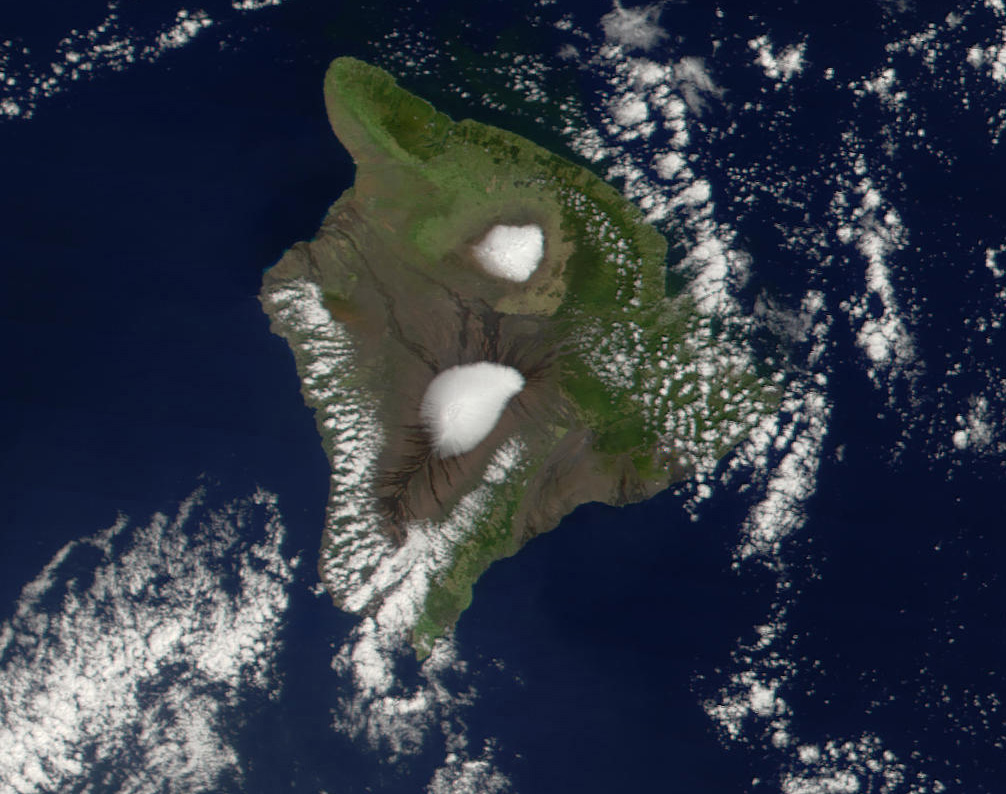
Satellitenbild Mauna Kea und Mauna Loa

Wenn man den Fuß eines Berges als Bezug nimmt, so ist Mauna Kea die höchste Erhebung der Welt. Der größte Teil des Berges befindet sich dabei unter dem Meeresspiegel. Die von Mauna Kea und seinem Nachbarn Mauna Loa gebildete Insel Hawaii ist auch bezüglich der Gesteinsmasse als der größte Berg der Welt zu sehen.
| Pos. | Berg      | Höhe über Meer in m | Höhe über Meeresgrund in m |
| ---- | --------- | ------------------- | -------------------------- |
| 1.   | Mauna Kea | 4.205               | 10.203                     |

### Höchster Berg, gemessen vom Fuß des Berges (Festland)
Eine Auflistung der Berge, die sich am weitesten unmittelbar über ihre Umgebung erheben, würde zu interessanten Ergebnissen führen. Jedoch sind hierfür verwendbare Daten schwer zu beschaffen, da die genaue Höhe an der tiefsten Stelle des Fußes eines Berges oft nur ungenau festzustellen ist. Sicher ist jedoch, dass in dieser Statistik der Mount Everest keinesfalls ganz vorne steht: Er erhebt sich zwar rund 3500 Meter über seine unmittelbare Umgebung (d. h., er „ragt 3500 m aus dem Relief auf“), was jedoch im Vergleich zu zahlreichen anderen Berggestalten wenig ist. Zu den Bergen, die sich am weitesten aus ihrer Umgebung erheben, zählen:
- Der Rakaposhi in Pakistan: Seine Nordwand fällt in einem Zug, ohne Seitentäler und Vorbauten binnen 12 km Horizontalentfernung 5980 Höhenmeter zum Hunzatal ab.
- Der Damâvand im Iran: Er erhebt sich trotz seiner „geringen“ Höhe von 5604 m auf seiner Nordostseite bis zu 4700 Höhenmeter über sein unmittelbares Umland und ist so gesehen einer der „höchsten“ Berge der Welt.
- Der Mount St. Elias in Alaska: Eine Quelle[2] nennt den Mount St. Elias als den – in dieser Hinsicht – höchsten Berg der Erde, da er 5489 m hoch ist und sich nur 16 Kilometer von der Meeresküste entfernt befindet.
- Der Pico Cristóbal Colón und der Pico Simón Bolívar in der Sierra Nevada de Santa Marta in Kolumbien: Die beiden ca. 3 km voneinander entfernten Gipfel sind 5775 Meter hoch und 45 km von der Karibikküste entfernt. Die Sierra Nevada de Santa Marta gilt damit als höchstes Küstengebirge der Welt.
- Der Nanga Parbat in Pakistan: Zu den Beispielen mit hoher Reliefenergie zählt auch der Nanga Parbat, der sich mit seinen 8125 Metern über seine Rakhiot-Flanke fast 7000 Meter über die halbwüstenhafte Talstufe des oberen Indus erhebt bei einer Entfernung von nur rund 27 Kilometern.
- Der Kilimandscharo: Er wird oft als der höchste freistehende Berg der Welt bezeichnet. Sein Hauptgipfel, der Kibo mit seinen 5895 m, erhebt sich über 4000 m aus der Massaisteppe. Die nächsten Nachbarberge ähnlicher Statur sind erst der deutlich niedrigere Mount Kenia mit 5199 m in über 300 km Entfernung sowie der noch niedrigere Mount Meru mit 4562 m in ca. 65 km Entfernung.

### Höchster Berg, gemessen an seiner Dominanz
Die Distanz zum nächsthöheren Berg (entspricht etwa der topographischen Dominanz) ist ein Maß dafür, wie freistehend er ist. Der Mount Everest ist der höchste Berg der Erde; er wird gar nicht überragt und seine Dominanz daher als nicht existent oder unendlich definiert oder behelfsmäßig mit dem Erdumfang über die Pole angegeben.
| Pos. | Berg               | Höhe   | Gebirge               | Dominanz  | Nächsthöherer Berg |
| ---- | ------------------ | ------ | --------------------- | --------- | ------------------ |
| 01.  | Mount Everest      | 8848 m | Himalaya              |           |                    |
| 02.  | Aconcagua          | 6961 m | Anden                 | 16.518 km | Tirich Mir         |
| 03.  | Denali             | 6190 m | Alaskakette           | 07.450 km | Yanamax            |
| 04.  | Kibo               | 5895 m | Kilimandscharo-Massiv | 05.510 km | Kuh-e Shashgal     |
| 05.  | Carstensz-Pyramide | 4884 m | Maokegebirge          | 05.235 km | Yulong Xueshan     |
| 06.  | Mount Vinson       | 4892 m | Ellsworthgebirge      | 04.911 km | Risco Plateado     |
| 07.  | Mont Orohena       | 2241 m |                       | 04.128 km | Ngauruhoe          |
| 08.  | Mauna Kea          | 4205 m |                       | 03.947 km | Mount Shasta       |
| 09.  | Gunnbjørn Fjeld    | 3694 m | Watkins-Gebirge       | 03.255 km | Mittelhorn         |
| 10.  | Aoraki/Mount Cook  | 3724 m | Neuseeländische Alpen | 03.139 km | Mount Adam         |

### Höchster Berg, gemessen an seiner Schartenhöhe
Die Schartenhöhe eines Gipfels (auch topographische Prominenz genannt) gibt die Höhendifferenz zwischen einem Berggipfel und der höchstgelegenen Scharte an, über die man einen höheren Gipfel erreichen kann. Diese Definition impliziert, dass die Schartenhöhe des höchsten Gipfels einer kontinentalen Landmasse identisch mit seiner Höhe ist, da man von ihm ja bis zum Meer absteigen muss, um dann auf einem anderen Kontinent einen höheren Gipfel zu erreichen, vorausgesetzt, es gibt auf einem anderen Kontinent einen höheren Gipfel. Die topographisch „prominentesten“ Gipfel der Erde sind folgende:
| Pos. | Berg                    | Schartenhöhe | Kontinent    | Dominanz  |
| ---- | ----------------------- | ------------ | ------------ | --------- |
| 01.  | Mount Everest           | 10000–       | Asien        | 20000–    |
| 02.  | Aconcagua               | 6961 m       | Südamerika   | 16.520 km |
| 03.  | Denali (Mount McKinley) | 6143 m       | Nordamerika  | 7.451 km  |
| 04.  | Kibo                    | 5882 m       | Afrika       | 5.562 km  |
| 05.  | Pico Cristóbal Colón    | 5585 m       | Südamerika   | 1.288 km  |
| 06.  | Mount Logan             | 5247 m       | Nordamerika  | 623 km    |
| 07.  | Pico de Orizaba         | 4922 m       | Nordamerika  | 2.687 km  |
| 08.  | Vinson-Massiv           | 4892 m       | Antarktis    | 4.932 km  |
| 09.  | Puncak Jaya             | 4884 m       | Ozeanien     | 5.268 km  |
| 10.  | Elbrus                  | 4741 m       | Asien/Europa | 2.473 km  |

### Chronik der höchsten Berge der Erde
In der historischen Entwicklung der Geographie in Europa gab es unterschiedliche Mutmaßungen, welches der höchste Berg der Erde sei. Im antiken Griechenland hielt man den Olymp (2917 m) für die höchste Erhebung der Erde. Auch die Entdeckung eines riesigen, mit Schnee bedeckten Berges in Afrika (wahrscheinlich des Kilimandscharo) von Ptolemäus um 100 n. Chr. änderte nichts am damaligen Weltbild der Griechen mit dem Olymp als höchstem Berg.
Viele Völker hielten auch einen ihnen heiligen Berg für den jeweils höchsten Berg der Welt. So hielt das jüdische Volk der Samaritaner ihren heiligen Berg Garizim (865 m) für den Mittelpunkt und höchsten Berg der Erde.
Das Thesaurus Geographicus: A New Body of Geography; or, A Compleat Description of the Earth von 1695 nennt den El Pico del Teide (3718 m) auf Teneriffa als den weltweit höchsten Berg. Später galt der Chimborazo (6267 m) als höchster Berg und die Anden als höchstes Gebirge der Erde. Der Teide galt jedoch weiterhin als größter Berg der Alten Welt, da man das Himalaya-Gebirge lange Zeit für eine Vulkankette hielt (die Schneewehen und die Wolken deutete man als Rauch) und den Kilimandscharo noch nicht (wieder-)entdeckt hatte. Bereits 1784 versuchte der britische Jurist Sir William Jones vergeblich zu beweisen, dass das Himalaya-Gebirge das höchste Gebirge der Welt sei. 1809 vermaßen Leutnant William Spencer Webb und Captain John Hodgson den Dhaulagiri mit 8.190 m (eigentlich 8.167 m). Er galt somit als höchster Berg der Welt und der erste Achttausender. Für die nächsten dreißig Jahre blieb er für die Geographie auch der höchste Berg der Welt, da man in das Himalaya-Gebirge noch nicht weiter vordringen konnte.
Um 1840 wurde dann der Kangchendzönga, der eigentlich dritthöchste Berg der Erde, im Rahmen der Great Trigonometrical Survey vermessen, und galt dann für ein Jahrzehnt als höchster Berg der Erde.
1849 ergaben erste Vermessungen, dass der Mount Everest der höchste Berg der Welt sei, zunächst Peak XV genannt. Offiziell von der Royal Geographical Society anerkannt wurde dies 1856, und 1857 wurde der Berg zu Ehren von George Everest, des langjährigen Leiters der Great Trigonometrical Survey, von seinem Nachfolger Andrew Scott Waugh Mount Everest benannt, da „aus der großen Entfernung nicht mit Sicherheit festzustellen gewesen sei, wie die örtliche Bevölkerung den Berg nenne“. Zur damaligen Zeit schlossen Fachleute nicht aus, dass es noch höhere, bis dato unentdeckte Berge gebe.
Im Meyers Konversationslexikon von 1888 heißt es „… steigt im Gaurisankar [eig. Mount Everest] in Bhutan, dem höchsten bekannten Gipfel der E., bis 8839 m …“. Der Mount Everest wurde unter anderem in Deutschland noch bis 1903 mit dem fälschlich als ursprünglich vermuteten Namen „Gaurisankar“ benannt. Dies beruhte auf einer Verwechselung des deutschen Himalayaforschers Hermann von Schlagintweit, der auf der Suche nach dem soeben als höchsten Berg der Welt bekannt gewordenen Peak XV (also des Mount Everests) einen alles überragenden Gipfel sah. Er erfuhr von den Einheimischen dessen Namen, nämlich Gauri Sankar, und publizierte diesen in der fälschlichen Annahme, den höchsten Berg der Welt beobachtet zu haben. Der eigentlich ursprüngliche Name des Mount Everest lautet auf Nepali सगरमाथा Sagarmatha („Stirn des Himmels“) und auf Tibetisch ཇོ་མོ་གླང་མ Jo mo glang ma oder Qomolangma („Mutter des Universums“), in alter deutscher Transkription Tschomolungma.
Noch zu Beginn des 20. Jahrhunderts hielt man es für möglich, dass in der tibetischen Region Amdo ein noch höherer Berg stehe. Es war damals verboten, diese (heilige) Region zu betreten.
| Name           | Gebirge  | Höhe   | Ernennungsjahr |
| -------------- | -------- | ------ | -------------- |
| Mount Everest  | Himalaya | 8848 m | 1856           |
| Kangchendzönga | Himalaya | 8586 m | um 1838        |
| Dhaulagiri     | Himalaya | 8167 m | 1809           |
| Chimborazo     | Anden    | 6263 m | um 18. Jh.     |
| Pico del Teide |          | 3717 m | 17. Jh.        |

## Höchster Berg der Erdgeschichte
Es gab mehrere erdgeschichtliche Gebirgsbildungen: bspw. die Alpidische Orogenese, Variszische Orogenese, Kaledonische Orogenese und die Cadomische Orogenese.
Vor etwa 440 bis 480 Millionen Jahren (Zeit der Kaledonischen Orogenese) hielt das Kaledoniden-Appalachen-Gebirge den Rekord – über zehn Kilometer erhob es sich damals in den Himmel – die Folge einer gewaltigen Plattenkollision. Das Kaledoniden-Appalachen-Gebirge erstreckte sich vom nördlichen Skandinavien über die Britischen Inseln bis zur Ostküste Nordamerikas nach Alabama, 7500 Kilometer lang und 500 Kilometer breit. Seither wurde das urzeitliche Gebirge durch tektonische Prozesse und Erosion auseinandergerissen und abgetragen. Reste des ehemaligen Dachs der Welt finden sich in Schottland. Die Grampian Mountains gehören zu diesem Rumpfgebirge ebenso wie die Appalachen, ein Mittelgebirge im Osten der USA.
Auch der heutige Ural war einmal Teil eines sehr hohen Gebirges.

## Höchster Berg des Sonnensystems
Der größte und höchste bekannte Berg des Sonnensystems ist der Olympus Mons auf dem Mars. Dieser Schildvulkan erreicht eine Höhe von 22 km über dem mittleren Marsniveau und von 26 Kilometern verglichen mit der umgebenden Marsoberfläche bei einem Durchmesser von über 600 Kilometern. An den Rändern des Berges sind bis zu sechs Kilometer hohe Abbruchkanten entstanden. Der Krater auf seinem Gipfel hat einen Durchmesser von 80 Kilometern. Als Ursache für die Höhe der Marsvulkane werden eine im Vergleich zur Erde erhöhte Eruptionstätigkeit und ein Einfluss der geringeren Anziehungskraft angenommen.
Mit 22 km erreicht der Zentralberg des Kraters Rheasilvia auf dem Asteroiden Vesta eine ähnliche Höhe (gemessen am Niveau der Umgebung).

## Übersichten: Höchster Berg …
| Liste der größten Gebirge der Erde, mit höchstem Gipfel - Alpen: Liste der Viertausender in den Alpen - Anden: Anden: Berge - Himalaya: Liste von Bergen in Asien | Liste der höchsten Punkte nach Land - Liste der höchsten Berge Deutschlands - Liste der höchsten Berge Österreichs - Liste von Bergen in der Schweiz | - Liste der Erstbesteigungen, eine Übersicht - Besteigung aller Achttausender - Höchste unbestiegene Berge |
| Seven Summits, der Name für die höchsten Punkte der sieben Kontinente                                                                                             | | |

## Fiktion
Die 1956 erschienene Parodie auf das Himalaya-Bergsteigen, Die Besteigung des Rum Doodle, behandelt die Besteigung des 40.000½ Fuß (12.192 m) hohen Bergs.
1875 erschien beim Londoner Verlag Chapman & Hall der Reisebericht „Wanderings in the Interior of New Guinea“ eines Captain John A. Lawson, worin er die Besteigung des 32.783 Fuß (9992 m) hohen Bergs „Mount Hercules“ beschreibt. Daraufhin wurde der fiktive Berg in mehreren Enzyklopädien als höchster Berg der Welt erwähnt. Leser des New England Journal of Education protestierten etwa den Jahren 1876 und 1901 gegen die falsche Erwähnung als höchster Berg der Welt.